# Augustín Kubán
Augustín Kubán (4. července 1921 Ostrov pri Piešťanoch – 30. prosince 1986 Košice) byl jeden z nejvýznamnějších slovenských herců vedlejších rolí.

## Život a herecká dráha
Do třiceti let vystřídal několik zaměstnání. Roku 1951 se stal členem operního pěveckého sboru Štátneho divadla v Košiciach, kde působil do roku 1958. Pro film ho objevil Juraj Jakubisko, který jej obsadil do filmu Zbehovia a pútnici. Kubán ve svém prvním filmu ztvárnil hned dvě role. Hrál Smrt a Bílého husára. Hlas mu propůjčil Ľudovít Kroner, který jej nadaboval. Kromě mnoha filmů si zahrál i v seriálech Zaprášené histórie Ema Bohúňa a Arabela. Poslední roli ztvárnil ve filmu Martina Ťapáka Dies irae v roce 1984. Augustín Kubán hrál v mnoha filmech významných režisérů, přestože byl oproti jiným hercům značně znevýhodněn: měl špatný přednes a hrával role němé nebo býval dabován. Za vše vděčí svému výraznému vzhledu a náhodě, že se kdysi ještě v košickém angažmá vryl do paměti malému chlapci Juraji Jakubiskovi, který si na něho po letech vzpomněl, když se chystal natáčet film Zbehovia a pútnici.
Pro svůj vzhled byl obsazován do záporných rolí nebo rolí podivínů, bláznů či sluhů. Režisér Juraj Jakubisko na něj vzpomínal: Augusta Kubána som mal možnosť mnoho ráz vidieť ako dieťa v košickom Národnom divadle (teraz Štátne divadlo) v rôznych predstaveniach, na ktoré som veľmi často chodil, pretože naša susedka bola v tomto divadle uvádzačkou. A keď sa objavil mĺkvy v operete, v balete, alebo v nehovoriacej role v činohre, mal som ako dieťa z neho strach. Zrejme sa ten strach vo mne hlboko zakorenil, pretože keď som nakrúcal svoj druhý celovečerný film Zbehovia a pútnici a márne som sa snažil nájsť predstaviteľa na rolu Smrti, Kubán sa mi prisnil. Pochopil som, že to môže hrať iba on. Nevedel som ani jeho meno, ani či žije. Telefonicky som sa spojil s vrátnikom divadla, ktorý, keď som opísal, koho hľadám, okamžite pochopil: Vy hľadáte toho, čo vyzerá ako opica? Tak to je Kubán! Mal som šťastie, že práve neskúšal, a tak som ho zobral autom na dva dni do Bratislavy. Posadil som Gusta do maskérne a požiadal som maskéra, aby ho vystrihal dohola a oholil. Potom som ho vyfotil a pochopil som, že je to presne to, čo hľadám. Fotografia, ktorú som urobil, prebehla všetkými európskymi časopismi a pod ňou bol prekvapujúci text: Čo dokáže filmový maskér! Nikto nebol schopný uveriť, že jeho tvár nie je dielom filmového maskéra, ale priamo Boha.
Text na čtenáře může působit jako popis monstra, ale i přes svůj strašidelný zjev byl Kubán člověk obětavý a citlivý.
Režisér Juraj Herz na něj vzpomínal jako na člověka mírného a milého. Byl to člověk pracovitý, obětavý a odvážný. Neviem si predstaviť herca dnešnej doby, vzpomínal Juraj Jakubisko, ktorý by vydržal to všetko, čo som mu počas nakrúcania so mnou pripravil – od ponárania sa do ľadovej vody, keď bol vonku mráz, až po skutočne horúce strely zo skutočných zbraní, ktoré vybuchovali okolo neho, pretože pyrotechnika v tom čase bola v plienkach a používala sa skutočná munícia.

## Filmy
- Vtáčkovia, siroty a blázni, 1969
- Génius, 1970
- Zločin slečny Bacilpýšky, 1970
- Ľalie poľné, 1972
- Cukor, 1972
- Kto odchádza v daždi, 1974
- Veľká noc a veľký deň, 1974
- Sokolovo , 1974
- Hószakadás (Sněhové mraky), r. Kósa Ferenc, 1974
- Osvobození Prahy, 1976
- Stíny horkého léta, 1977
- Osada havranů, 1977
- Deváté srdce, 1978
- Božská Ema, 1979
- Svítalo celou noc, 1980
- Tajemství hradu v Karpatech, 1981
- Poslední propadne peklu, 1982
- Putování Jana Amose, 1983
- Tisícročná včela, 1983
- Dies irae, 1984
- Dovidenia v pekle, priatelia, 1990